# 青森県道1号八戸階上線
青森県道1号八戸階上線（あおもりけんどう1ごう はちのへはしかみせん）は、青森県八戸市柏崎から三戸郡階上町道仏に至る県道（主要地方道）である。

## 概要
八戸市柏崎の起点・塩町立体交差で国道45号から海側に分岐し、海岸沿いに蕪島や種差海岸を経て終点の階上町道仏に至り、再び国道45号に接続する。
かつて青森県道1号は八甲田を通る青森十和田湖線であったが、同道が全区間で国道103号・国道394号に指定変更されたため、1994年に八戸階上線が1号となった。
この当時、この道のうち旧主要地方道八戸港線区間は県道19号であった。

### 路線データ
青森県例規集に基づく起終点および経過地は次のとおり。
- 起点 : 八戸市[1] （八戸市柏崎4丁目208-1[2] 国道45号交点）
- 終点 : 三戸郡階上町[1] （三戸郡階上町大字道仏字大蛇長根4-1[2] 国道45号交点）
- 重要な経過地：なし

## 歴史
- 1993年（平成5年）5月11日 - 建設省により県道八戸港線と榊八戸線、階上停車場線が主要地方道八戸階上線に指定される[3]。
- 1994年（平成6年）3月25日 - 県道八戸港線と榊八戸線、階上停車場線を統合し、八戸階上線として県道に認定される[1]。

## 路線状況

### 主な橋梁
- 湊橋

## 地理

### 通過する自治体
- 八戸市
- 三戸郡階上町

### 交差する道路
- 国道45号・340号（八戸市柏崎4丁目 塩町交差点）
- 青森県道29号八戸環状線（八戸市白銀2丁目）
- 国道45号（三戸郡階上町大字道仏）

### 沿線にある主な設備・施設
- 八戸線
- 小中野駅（八戸市小中野4丁目）
- 八戸市立小中野小学校（八戸市小中野5丁目）
- 陸奥湊駅（八戸市大字湊町）
- 白銀駅（八戸市白銀1丁目）
- 八戸港湾合同庁舎
- 青森県立八戸水産高等学校
- 鮫駅（八戸市大字鮫町）
- 鮫漁港（八戸市大字鮫町）
- 八戸市第一魚市場（八戸市大字鮫町）
- 蕪島ウミネコ繁殖地（八戸市大字鮫町）
- 八戸市水産科学館（八戸市大字鮫町）
- 八戸市立種差小学校（八戸市大字鮫町）
- 種差海岸駅（八戸市大字鮫町）
- 八戸市立南浜中学校（八戸市大字鮫町）
- 大蛇漁港（三戸郡階上町大字道仏）
- 階上町立大蛇小学校（三戸郡階上町大字道仏・2021年3月末閉校）